# 兼巴拉
兼巴拉（Djambala）是剛果共和國的城鎮，也是高原省的首府，位於該國南部，處於首都布拉柴維爾以北，每年平均降雨量1,892毫米，1996年人口約8,500。
02°33′S 14°45′E / 2.550°S 14.750°E